# Nobelpriset i litteratur 1901

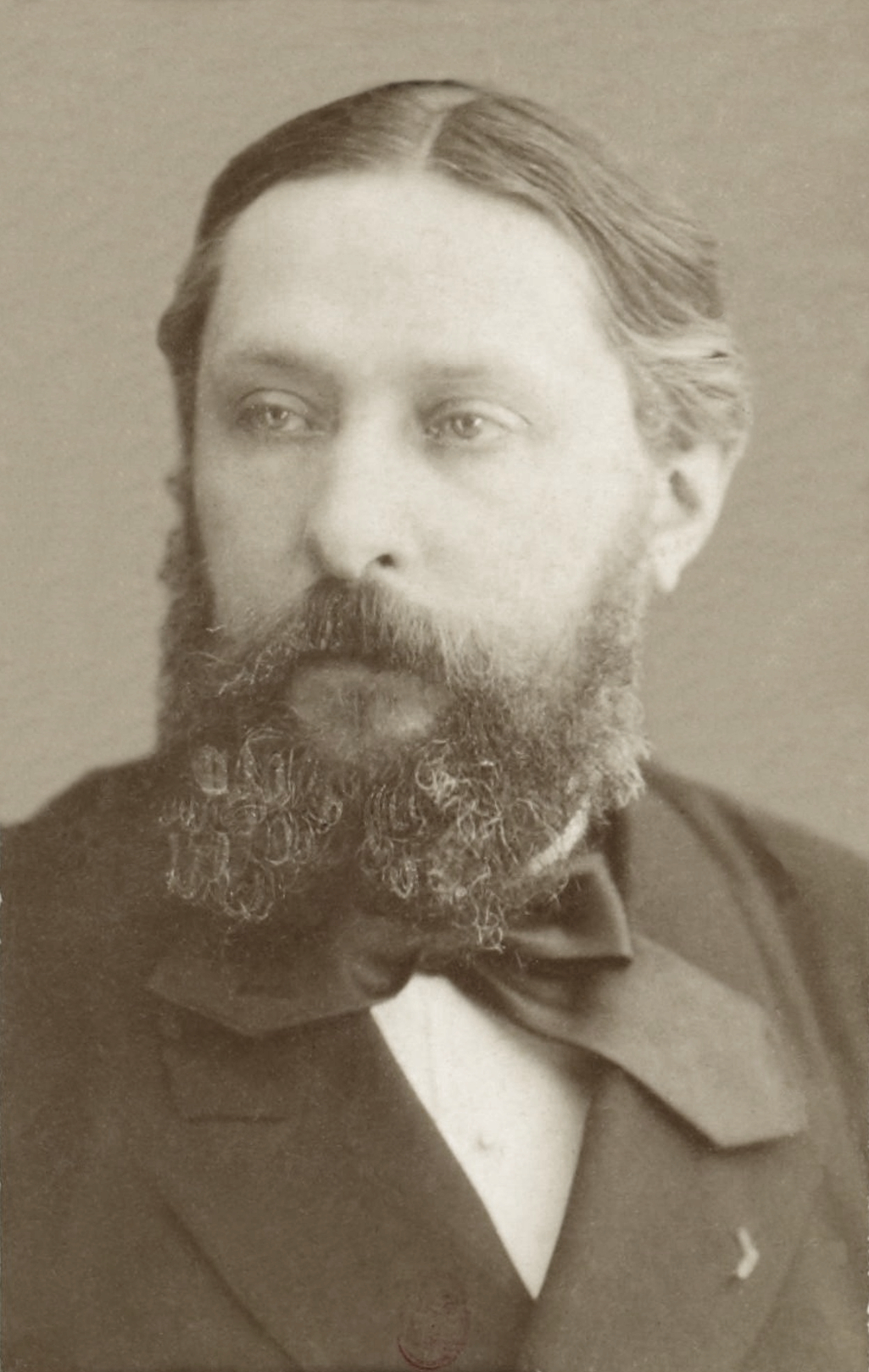
Sully Prudhomme

Nobelpriset i litteratur 1901 var det första nobelpriset i litteratur. Det tilldelades den franske diktaren Sully Prudhomme med motiveringen "som erkännande särskilt av hans utmärkta, jämväl under senare år ådagalagda förtjänster som författare och särskilt av hans om hög idealitet, konstnärlig fulländning samt sällspord förening av hjärtats och snillets egenskaper vittnande diktning".

## Reaktioner
Priset till Sully Prudhomme är ett av de mest kritiserade i litteraturprisets historia. Utmärkelsen tolkades som en artighet mot Svenska Akademiens förebild Franska akademien, som Prudhomme var medlem av.
Många menade att den ryske författaren Lev Tolstoj borde ha fått det första nobelpriset i litteratur. När det offentliggjordes att Prudhomme utsetts till den förste mottagaren av priset protesterade större delen av den svenska kultureliten, däribland August Strindberg, Selma Lagerlöf, Verner von Heidenstam, Oscar Levertin, Anders Zorn, Bruno Liljefors och Albert Engström. Alla kritiserade Akademien för att inte Tolstoj tilldelades det första priset.
I en engelsk tidning skrevs det att Prudhomme var "en andra rangens poet som inte åstadkommit något på många år". Även från franskt håll kom det kritik och att Tolstoj var överlägsen som kandidat.

## Nomineringar
25 personer nominerades till nobelpriset i litteratur 1901, däribland de senare nobelpristagarna Frédéric Mistral och Henryk Sienkiewicz. Överst på Svenska Akademiens nobelkommittés lista över föreslagna kandidater stod den franske författaren Émile Zola. Priset tilldelades den franske diktaren Sully Prudhomme.
| Namn                  | Yrke                             | Nationalitet | Not                     |
| --------------------- | -------------------------------- | ------------ | ----------------------- |
| Émile Zola            | Författare                       | Frankrike    |                         |
| René Vallery-Radot    | Författare                       | Frankrike    |                         |
| Edmond Rostand        | Författare                       | Frankrike    |                         |
| Julius Gersdorff      | Författare                       | Tyskland     |                         |
| Alexander Baumgartner | Litteraturhistoriker             | Schweiz      |                         |
| Alexandru D. Xenopol  | Historiker                       | Rumänien     |                         |
| Oscar le Pin          | Författare                       | Schweiz      |                         |
| Louis Ducros          | Författare, litteraturhistoriker | Frankrike    |                         |
| Paul Sabatier         | Teolog                           | Frankrike    |                         |
| Sully Prudhomme       | Författare                       | Frankrike    | Tilldelades priset      |
| Frédéric Mistral      | Författare                       | Frankrike    | Tilldelades priset 1904 |
| Gaston Paris          | Filolog                          | Frankrike    |                         |
| Carl Gustaf Estlander | Litteratur- och konsthistoriker  | Finland      |                         |
| Henryk Sienkiewicz    | Författare                       | Polen        | Tilldelades priset 1905 |
| Auguste Sabatier      | Teolog                           | Frankrike    |                         |
| Paul Duproix          | Professor i pedagogik            | Schweiz      |                         |
| Gaspar Nuñez de Arce  | Författare                       | Spanien      |                         |
| Charles Borgeaud      | Historiker                       | Schweiz      |                         |
| Charles Renouvier     | Filosof                          | Frankrike    |                         |
| Franz Kemény          | Skolman                          | Ungern       |                         |
| Giacomo Stampa        | Författare                       | Italien      |                         |
| Antonio Fogazzaro     | Författare                       | Italien      |                         |
| Ossip Lourié          | Författare                       | Frankrike    |                         |
| João da Comara        | Författare                       | Portugal     |                         |
| Malwida von Meysenbug | Författare                       | Tyskland     | Enda nominerade kvinna  |